# مرغ باران جوآنین
مرغ باران جوآنین(نام علمی: Bulweria fallax) نام یک گونه از تیره کبوتردریاییان است.